# Laurie York Erskine
Laurie York Erskine (23 de Junho de 1894 - 30 de Novembro de 1976) foi um popular escritor de aventuras para crianças e co-fundador da Escola Solebury em New Hope, Pennsylvania, Estados Unidos.

## Biografia
Erskine nasceu em Kirkcudbright, Escócia, filho dos actores Wallace Erskine e Ada Margery Bonney Erskine. Em 1901 a família viajou para os Estados Unidos, onde ambos os pais apareceram em filmes mudos.
Em 1916, com a Primeira Guerra Mundial, Laurie foi pela Royal Flying Corps para a França. Após a desmobilização, Erskine foi um escritor editorial na Detroit News (de 1921 a 1922), até que iniciou a escrita de histórias para rapazes em 1921. O seu trabalho mais conhecido foi uma série de livros com a personagem Renfrew que se tornaria mais tarde uma série na rádio e na televisão, com o próprio Erskine a narrar a série da rádio.
Com o início da Segunda Guerra Mundial, Erskine foi enviado pelo Exército dos Estados Unidos como artilheiro, tornando-se Major na Brigada Anti-aérea 38.